# Tentative d'assassinat de Prudente de Moraes
La tentative d'assassinat de Prudente de Moraes est survenue le 5 novembre 1897 lorsque le président du Brésil Prudente de Moraes est apparu à l'Arsenal de guerre (actuel musée historique national) pour accueillir les forces militaires victorieuses revenant de la guerre de Canudos, à Bahia. Au cours de la cérémonie, en début d'après-midi, Moraes a été approché par un jeune homme armé du 10e bataillon d'infanterie, Marcelino Bispo de Melo, qui a pointé une arme en direction de Moraes. L'arme n'a cependant pas fonctionné. Cela a laissé du temps pour le maréchal Carlos Machado Bittencourt, le ministre de la Guerre, et le colonel Luiz Mendes de Moraes (pt), chef de la sécurité du président, pour intervenir à la défense du président. À ce moment, l'agresseur, qui brandissait également un couteau, blesse le colonel et poignarde à plusieurs reprises le maréchal Bittencourt, qui finit par mourir de ses blessures.
Dans un premier temps, le vice-président Manuel Vitorino, qui avait eu des différends politiques avec Prudente de Moraes, a été mis en examen dans l'enquête sur l'attentat, accusé d'implication. Vitorino a répondu par un manifeste dans lequel il a déclaré son innocence et son nom n'a pas été inclus dans l'ordre final de l'affaire, mais sa carrière a été ruinée.
Marcelino a été fait prisonnier et retrouvé pendu en prison avec un drap. Bien que sa mort ait compromis les enquêtes, le capitaine Deocleciano Martyr et José de Souza Velloso ont été identifiés comme les mentors du crime.